# Clarissenklooster (Eindhoven)
Het Clarissenklooster Eindhoven was een klooster van zusters clarissen coletienen aan de Sint Claralaan te Eindhoven in het dal van de Dommel en niet ver van de Genneper Watermolen.
Dit Clarissenklooster werd in 1936 vanuit Helmond gesticht.
Het huidige kloostergebouw stamt uit 1950 en is gebouwd op het voormalige Landgoed Rapelenburg. Architect van het bakstenen gebouw was C.H. de Bever, een architect van de Delftse School. Het gebouw ligt tamelijk verborgen, omdat het is omgracht en ommuurd. Door een poort is de voorgevel van het gebouw te zien.
Omstreeks 2002 moesten de weinige nog overgebleven zusters van deze congregatie, vanwege hun geringe aantal en hoge ouderdom, vertrekken naar het Zorgcentrum Witven te Someren.
In 1990 was in Nederland echter een nieuwe groep van zusters clarissen coletienen uit de Verenigde Staten aangekomen. Nadat deze Poor Clares enkele jaren in Elshout waren gevestigd, betrokken ze in 1993 het clarissenklooster te Eindhoven. Deze groepering trekt nog vanuit de gehele wereld novicen aan, zodat ze kan blijven voortbestaan. Toch bleef in Nederland het aantal roepingen gering - in de tijd dat deze groep clarissen hier woonde waren er drie intredes van wie er om verschillende redenen niet één deel van deze groep bleef. Daardoor bleef de basis smal, mede doordat de bestaande groep zusters van gevorderde tot vergevorderde leeftijd was geworden en twee zusters kampten met gezondheidsproblemen. Daarom nam de groep eind april 2015 het besluit om uit Eindhoven te vertrekken. De zusters vertrokken naar het moederhuis van hun congregatie in de Verenigde Staten.
Na wijziging van het bestemmingsplan in 2022 zal er naar verwachting in begin 2025 worden begonnen aan de verbouwing tot hotel met restaurant.